# سيسيليا باين
سيسيليا هيلينا باين (بالإنجليزية: Cecilia Helena Payne Gaposchkin)‏ (10 مارس 1900- 7 ديسمبر 1979) كانت فلكية وفيزيائية فلكية بريطانية أمريكية، والتي، في عام 1925، اقترحت في أطروحة دكتوراه الفلسفة خاصتها تفسيرًا لتكوين النجوم في شكل تركيبٍ من الهيليوم والهيدروجين.{1}

## النشأة
كانت سيسيليا باين واحدة من ثلاثة أطفال ولدوا في ويندوفر، إنجلترا للأم إيما ليونورا هيلينا، والأب إدوارد جون باين، وهو مؤرخ وموسيقي معروف في لندن. والدتها أتت من  عائلة من بروسيا، وكان لها عمان مميزان هما: المؤرخ جورج هينرك برتز، والكاتب جاميس جون جارث ويلكينسون. توفي والد سيسيليا باين عندما كانت في سن الرابعة، مما أجبر والدتها على تربية العائلة بمفردها.
ذهبت إلى مدرسة القديس بولس للبنات. في عام 1919, حصلت على منحة كلية نيونهام، جامعة كامبريدج، حيث قرأت حول علوم النبات، الفيزياء و الكيمياء. هنا، حضرت محاضرة من قبل آرثر إدينجتون حول رحلته الاستكشافية في عام 1919 إلى جزيرة برينسيبي في خليج غينيا قبالة الساحل الغربي من أفريقيا لمراقبة وتصوير نجوم بالقرب من الكسوف الشمسي لاختبار  نظرية النسبية العامة التي وضعها ألبرت أينشتاين. أنشأت هذه المحاضرة لديها اهتمامًا في علم الفلك. أكملت دراستها، ولكن لم يتم منحها درجة بسبب الجنس؛ لأن جامعة كامبريدج كانت لا تمنح الدرجات العلمية للنساء.
لنساء 

بات أن الخيار الوظيفي الوحيد لها في المملكة المتحدة أن تصبح معلمة، لذلك بحثت عن المنح التي تمكنها من الانتقال إلى الولايات المتحدة. بعد أن قدمت إلى هارلو شابلي، مدير مرصد كلية هارفارد، الذي كان قد بدأ برنامج الدراسات العليا في علم الفلك، غادرت وصار هذا ممكنا بسب زمالة تشجيع النساء على الدراسة في المرصد. فغادرت إنجلترا في عام 1923 ،وكانت الطالبة الأولى في هذه الزمالة كانت أديلايد أميس (1922) والثانية كانت باين.

## لدكتوراه
شابلي أقنع باين لكتابة أطروحة الدكتوراه، وفي عام 1925 أصبحت أول شخص يحصل على دكتوراه في الفلك من كلية رادكليف (الآن جزء من جامعة هارفارد). أطروحتها «الأغلفة الجوية للنجوم: مساهمة في الدراسة الوصفية لدرجة الحرارة المرتفعة في الطبقات العاكسة للنجوم». علما الفلك أوتو ستروف وفيلتا زيبجر علقا عليها قائلين «مما لا شك فيه أنها أبرع أطروحة دكتوراه كُتبت في علم الفلك».
باين كانت قادرة على الربط بدقة بين تصنيفات النجوم ودرجة حرارتها الفعلية من خلال تطبيق نظرية التأين التي طورها العالم الهندي مجهاند ساها. أظهرت باين أن التباين في خطوط امتصاص في الأطياف النجمية كان بسبب اختلاف مقادير التأين عند درجات حرارة مختلفة، وليس بسبب وجود كميات مختلفة من العناصر. وجدت أن السيليكون، الكربون، وغيرهما من المعادن الشائعة التي يمكن إيجادها في طيف الشمس كانت موجودة بنفس النسبة تقريبًا التي توجد بها على الأرض، متفقةً مع المعتقد السائد آنذاك، القائل بأن النجوم لها تقريبًا نفس التركيب العنصري للأرض. ومع ذلك، وجدت أن الهيليوم وخاصة الهيدروجين كانا إلى حد كبير أكثر وفرة (الهيدروجين بمقدار حوالي مليون). وهكذا، أثبتت أطروحتهاأن الهيدروجين هو العنصر الغالب على تكوين النجوم (انظر معدنية)، وبناءً على ذلك كان الهيدروجين العنصر الأكثر وفرة في الكون.
عندما تم استعراض أطروحة باين، أثناها عالم الفلك هنري نوريس راسل عن تقديم استنتاجها القائل بأن تركيب النجوم يغلب عليه عنصر الهيدروجين وبالتالي فهو مختلف عن تركيب الأرض؛ لأنه يتناقض مع الحكمة المقبولة في ذلك الوقت. إلا أنه غير رأيه بعد أربع سنوات بعد أن توصل إلى نفس النتيجة من خلال الوسائل المختلفة ونشرها. على الرغم من أنه اعترف بفضل باين في عمله باختصار في ورقته النشورة حول الموضوع، إلا أنه غالبًا ما ينسب إلى راسل الفضل في هذا الاكتشاف حتى بعد قبول عمل باين.

## السيرة المهنية

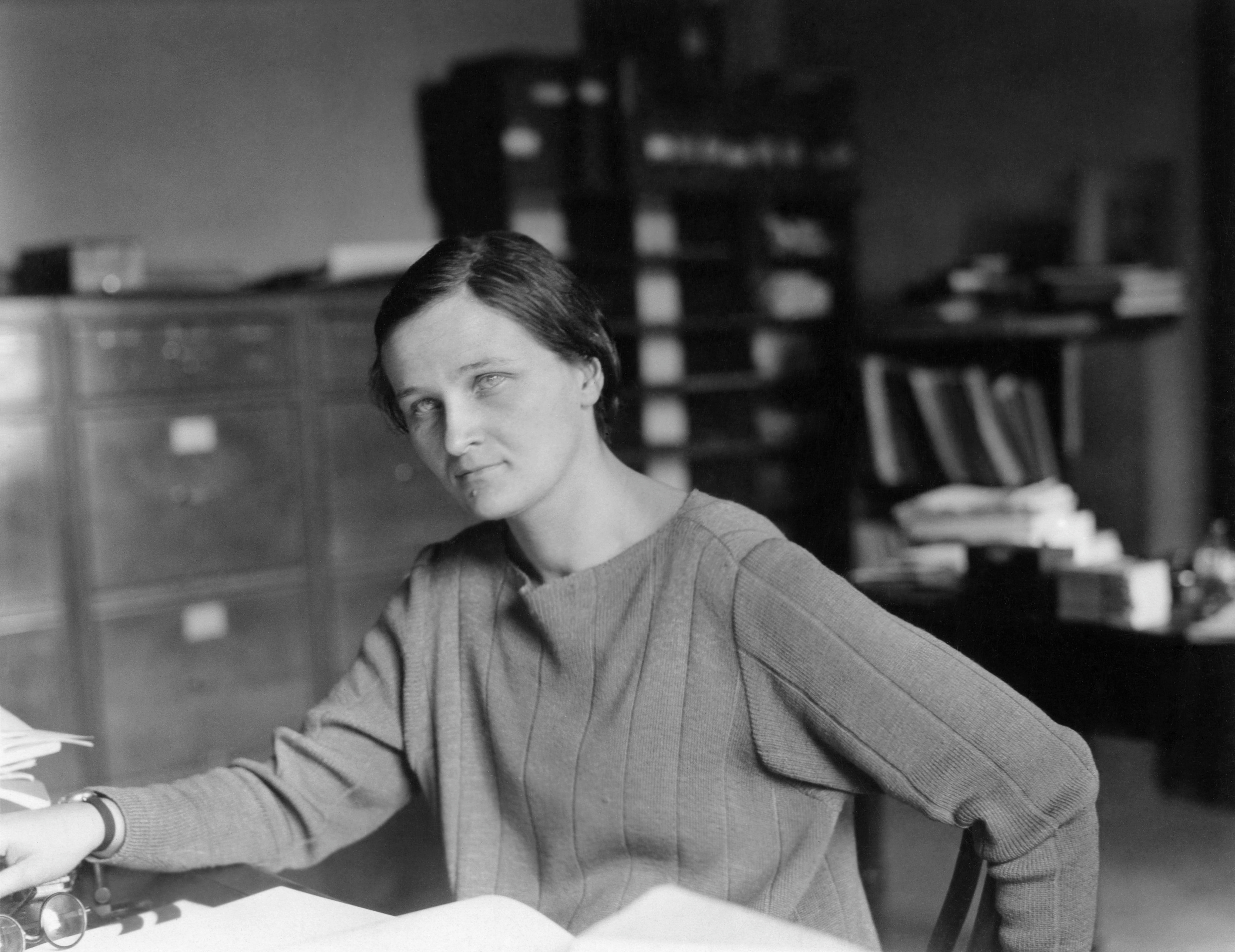
سيسيليا باين-Gaposchkin في العمل

بعد الدكتوراه، درست باين النجوم عالية اللمعان من أجل فهم بنية مجرة درب التبانة. ثم درست النجوم المتغيرة، مما مكنها من جمع أكثر من 1,250,000 من الملاحظات مع مساعديها. هذه الأعمال- في وقت لاحق - تم تمديدها إلى سحب ماجلان، بإضافة أكثر من 2,000,000 من الملاحظات من دراسة النجوم المتغيرة. هذه البيانات المستخدمة لتحديد مسارات تطور النجوم.ملاحظاتها وتحليلها مع زوجها للنجوم المتغيرة وضعت الأساس لجميع الأعمال اللاحقة عليها.
باين بقيت نشطة علميًا طوال حياتها، وقضت حياتها المهنية الأكاديمية في جامعة هارفارد. في البداية، لم يكن لديها وظيفة رسمية، مجرد منصب تقني كمساعد لشابلي من عام 1927 إلى عام 1938. عند نقطة واحدة وهي التفكير في ترك جامعة هارفارد بسبب انخفاض وضعف الراتب. ومع ذلك، بذل شابلي العديد من الجهود من أجل تحسين موقعها في عام 1938 كانت تعطى لقب «الفلكية».وقالت أنها طلبت أن يتم تغيير هذا العنوان إلى فيليبس الفلكية. لقد انتٌخبت زميلةً في الاكاديميه الأمريكية للفنون والعلوم في عام 1943. أي من الدورات كانت تدرس في جامعة هارفارد سجلت في الكتالوج حتى عام 1945.
عندماأصبح دونالد هاوس مدير مرصد كلية هارفارد في عام 1954، حاول تحسين مركزها، وفي عام 1956 أصبحت أول امرأة يتم ترقيتها إلى درجة أستاذ من ضمن هيئة التدريس في جامعة هارفارد بكلية الآداب والعلوم. في وقت لاحق، مع تعيين رئيس قسم الفلك، أصبحت أول امرأة ترأس قسم في جامعة هارفارد.
لهاطلاب منهم: هيلين سوير هوغ، جوزيف آشبروك، فرانك دريك وبول دبليو هودج، ولجيعهم مساهمات هامة في علم الفلك. كما يشرف فرانك كامني، الذي أصبح أحد أبرز محامي حقوق المثليين.
```
تقاعدت باين من التدريس في عام 1966 وعينت بعد ذلك أستاذة فخرية في جامعة هارفارد. واصلت أبحاثها كعضو من أعضاء فريق العمل في سميثسونيان مرصد الفيزياء الفلكية.
```

## التأثير على النساء العلماء
وفقًا لجي كاس-سايمون وباتريشا فارنيس، فإن سيرة باين المهنية قد عاصرت نقطة تحول في مرصد هارفارد. تحت إشراف هارلو شابلي ودكتور إي جاي شريدان (والذي وصفته باين بالمعلم)،  المرصد قد قدم بالفعل المزيد من الفرص في علم الفلك إلى النساء من المؤسسات الأخرى، ومن أبرز الإنجازات التي تحققت في وقت سابق في ذلك القرن بواسطة ويليامينا فلمنج، أنطونيا موري، آني جامب كانون، وهنريتا سوان ليفيت. ومع ذلك، مع دكتوراه الفلسفة التي حصلت عليها باين، دخلت النساء «التيار».
الضجة التي أثارتها باين في المجمتع العلمي الذي يهيمن عليه الذكور لحدٍ ما كان مصدرًا للإلهام للكثيرين. على سبيل المثال، أصبحت نموذجا يحتذى به بالنسبة للفيزيائية الفلكية المعروفة جوان فاينمان. أم وجدة فاينمان كانتا تثنيانها عن متابعة العمل في العلم؛ حيث كانوا يعتقدون أن المرأة ليست قادرة جسديًا على فهم المفاهيم العلمية. ولكن فاينمان في وقت لاحق- ملهمة من إنجازات باين- عندما قرأت بعض أعمالها في كتاب عن علم الفلك. رؤية أبحاث باين منشورة بهذه الطريقة أقنعت فاينمان أنه يمكنها، في الحقيقة، متابعة اهتماماتها العلمية.

## الحياة الشخصية
بينما كانت في المدرسة، خلقت باين تجربة حول فعالية الصلاة من خلال تكوين مجموعتين، التي كانت واحدة منهم المجموعة المسيطرة. وفي وقت لاحق أصبحت ملحدة.
في عام 1931، باين أصبحت مواطنة أمريكية. في جولة عبر أوروبا في عام 1933، التقت بعالم الفيزياء الفلكية الروسي سيرجي جابوشكن في ألمانيا. لقد ساعدته على الحصول على تأشيرة دخول إلى الولايات المتحدة وتزوجا في آذار / مارس عام 1934، يستقر في القرية التاريخية ليكسينجتون، ماساتشوستس، على مسافة قصيرة من جامعة هارفارد. كان لديهم ثلاثة أطفال هم إدوارد، وكاثرين، وبيتر. ابنتها يتذكر بأنها «خياطة ملهمة، مبتكرة العاقد، وقارئة نهمة.» هي وعائلتها كانوا أعضاء في أول كنيسة توحيدية هناك، حيث كانت تدرس في مدرسة الأحد. كانت أيضا نشطة مع الكويكرز.
أخو باين الأصغر، هامفري باين (1902-1936)، الذي تزوج دايلس باول، الكاتبة والناقدة السينمائية، وأصبح مدير المدرسة البريطانية لعلم الآثار في أثينا.

## بيبليوجرافيا
في نهاية حياتها كان لها سيرة ذاتية خاصة طباعتها بعنوان يد الصابغ.
لها العديد من الكتب العلمية وتشمل:
- النجوم عالية اللمعان (1930)
- النجوم المتغيرة (1938)
- النجوم المتغيرة والبنية المجرية (1954)
- مقدمة في علم الفلك (1956)
- المستعرات المجرية′′ (1957)

## تكريمات
الجوائز
- انتخبت عضوًا في الجمعية الفلكية الملكية في حين كانت لا تزال طالبة في جامعة كامبريدج في عام 1923.
- جائزة آني جاي. كانون في العلوم الفلكية – وكانت المستلمة الأولى لهذه الجائزة.
- عضوية الجمعية الفلسفية الأمريكية (1936).
- عضوية الأكاديمية الأمريكية للفنون والعلوم (1943)
- أستاذة فخرية في جامعة هارفارد في عام 1967
- مقعد أستاذية هنري نوريس راسل في الجمعية الفلكية الأمريكية في عام 1976
- جائزة تقديرة من كلية رادكليف في عام 1952
- ميدالية ريتنهاوس من جمعية ريتنهاوس الفلكية في معهد فرانكلين في عام 1961.[24]
- درجة الدكتوراه الفخرية من جامعة روتجرز، كلية ويلسون، كلية سميث، الكلية الغربية، كلية كولبي، وكلية بنسلفانيا الطبية للنساء.
- الكويكب 2039 باين-جابوشكين سُمِيَ على اسمها.

## اقتباس
جائزة العلماء الشباب هي السعادة العاطفية الناجمة عن أن تكون أول شخص في تاريخ العالم يرى شيئًا أو أن يفهم شيئًا ما. لا شيء يمكن أن يقارن مع تلك التجربة... جائزة العالِم كبير السن هي أن يرى صورة مبهمة تتحول لمشهد غامض لكن مفهوم.
— سيسيليا باين جابهوشكن (أثناء قبول جائزة هنري نوريس راسل من الجمعية الفلكية الأمريكية)

## وصلات خارجية
- الببليوغرافيا من الجمعية الفلكية في المحيط الهادئ